# Бермуди на Олімпійських іграх
Бермудські острови беруть участь в Олімпійських іграх, починаючи з 1936 року і не пропустили жодних Ігор, крім Московської олімпіади. З 1992 року Бермуди також регулярно посилають спортивну делегацію на зимові Ігри. 
Єдину олімпійську медаль, бронзову, бермудці вибороли в боксі. 

## Медалісти
| Медаль | Спортсмени   | Ігри          | Вид спорту | Дисципліна           |
| ------ | ------------ | ------------- | ---------- | -------------------- |
| Бронза | Кларенс Гілл | Монреаль 1976 | Бокс       | чоловіки, важка вага |